# 훌리오 이글레시아스 푸가
훌리오 이글레시아스 푸가(Julio Iglesias Puga, 일명은 Julio Iglesias Senior, 1915년 7월 25일 ~ 2005년 12월 19일)는 스페인(에스파냐)의 산부인과 전문의이고 의학박사이며 저술가 겸 법학사평론가이고 前 의과대학 겸임교수이자 前 정치가이다.

## 주요 경력

### 이력
가수 훌리오 이글레시아스의 아버지이기도 한 그는 산부인과 개업의와 에스파냐 마드리드 대학교 의과대학 겸임교수와 바르셀로나 대학교 의과대학 겸임교수를 지냈다. 그 후 1951년에는 법학사평론가로도 등단하였다. 그 후 1981년 12월에는 에스파냐 바스크 지방에서 테러 단체에 납치당했다가 6일 만에 탈출했다.

### 학력
- 1940년 스페인 마드리드 콤플루텐세 대학교 의과대학 의학사
- 1942년 스페인 마드리드 콤플루텐세 대학교 대학원 법학과 법학석사
- 1944년 스페인 마드리드 콤플루텐세 대학교 의과대학원 의학석사
- 1948년 스페인 마드리드 콤플루텐세 대학교 의과대학원 의학박사